# Ermenegildo Hamerani
Ermenegildo Hamerani (Roma, 1683 – Roma, 1756) è stato un medaglista italiano.

## Biografia
Figlio del medaglista Giovanni Martino Hamerani faceva parte di una dinastia, gli Hamerani, fondata da Johann Andreas Hameran, un incisore di conii proveniente dalla Bassa Baviera e presente a Roma dal 1616. Ermenegildo lavorò esclusivamente per lo stato pontificio durante il pontificato di Clemente XI e i suoi successori Innocenzo XIII, Benedetto XIII. Lavorò anche sotto il pontificato di Clemente XII e papa Benedetto XIV, insieme al fratello Ottone, ricevendo in questo ultimo periodo incarichi minori non riservati al fratello.
Le opere non commissionate dallo stato pontificio sono tre e sono delle eccezioni: una medaglia realizzata a memoria di San Gennaro e due medaglie realizzate per conto della repubblica di Venezia durante il governo del 111° doge Giovanni II Corner.
Nell'arco della sua vita lavorò molto incidendo diverse monete ma soprattutto medaglie dando vita a diversi gioielli numismatici.

## Albero genealogico
|                     |                     |                     |                     |                     |                     | Johann Andreas Hameran | Johann Andreas Hameran | Johann Andreas Hameran | Johann Andreas Hameran | Johann Andreas Hameran                | Johann Andreas Hameran                |                                       |                                       |                                       |                                       |                             |                             | Margherita Corradini        | Margherita Corradini        | Margherita Corradini        | Margherita Corradini        | Margherita Corradini      | Margherita Corradini      |                     |                     |                     |                     |                     |                     |              |              |              |              |
|                     |                     |                     |                     |                     |                     | Johann Andreas Hameran | Johann Andreas Hameran | Johann Andreas Hameran | Johann Andreas Hameran | Johann Andreas Hameran                | Johann Andreas Hameran                |                                       |                                       |                                       |                                       |                             |                             | Margherita Corradini        | Margherita Corradini        | Margherita Corradini        | Margherita Corradini        | Margherita Corradini      | Margherita Corradini      |                     |                     |                     |                     |                     |                     |              |              |              |              |
|                     |                     |                     |                     |                     |                     |                        |                        |                        |                        |                                       |                                       |                                       |                                       |                                       |                                       |                             |                             |                             |                             |                             |                             |                           |                           |                     |                     |                     |                     |                     |                     |              |              |              |              |
|                     |                     |                     |                     | Maria Aguccia       | Maria Aguccia       | Maria Aguccia          | Maria Aguccia          | Maria Aguccia          | Maria Aguccia          |                                       |                                       | Alberto Hamerani                      | Alberto Hamerani                      | Alberto Hamerani                      | Alberto Hamerani                      | Alberto Hamerani            | Alberto Hamerani            |                             |                             |                             |                             |                           |                           |                     |                     |                     |                     |                     |                     |              |              |              |              |
|                     |                     |                     |                     | Maria Aguccia       | Maria Aguccia       | Maria Aguccia          | Maria Aguccia          | Maria Aguccia          | Maria Aguccia          |                                       |                                       | Alberto Hamerani                      | Alberto Hamerani                      | Alberto Hamerani                      | Alberto Hamerani                      | Alberto Hamerani            | Alberto Hamerani            |                             |                             |                             |                             |                           |                           |                     |                     |                     |                     |                     |                     |              |              |              |              |
|                     |                     |                     |                     |                     |                     |                        |                        |                        |                        |                                       |                                       |                                       |                                       |                                       |                                       |                             |                             |                             |                             |                             |                             |                           |                           |                     |                     |                     |                     |                     |                     |              |              |              |              |
|                     |                     |                     |                     |                     |                     |                        |                        |                        |                        |                                       |                                       |                                       |                                       |                                       |                                       |                             |                             |                             |                             |                             |                             |                           |                           |                     |                     |                     |                     |                     |                     |              |              |              |              |
| Brigitta Marchionni | Brigitta Marchionni | Brigitta Marchionni | Brigitta Marchionni | Brigitta Marchionni | Brigitta Marchionni |                        |                        |                        |                        | Giovanni Martino Hamerani (1646-1705) | Giovanni Martino Hamerani (1646-1705) | Giovanni Martino Hamerani (1646-1705) | Giovanni Martino Hamerani (1646-1705) | Giovanni Martino Hamerani (1646-1705) | Giovanni Martino Hamerani (1646-1705) |                             |                             | Anna Hamerani (1642-1679)   | Anna Hamerani (1642-1679)   | Anna Hamerani (1642-1679)   | Anna Hamerani (1642-1679)   | Anna Hamerani (1642-1679) | Anna Hamerani (1642-1679) |                     |                     |                     |                     |                     |                     |              |              |              |              |
| Brigitta Marchionni | Brigitta Marchionni | Brigitta Marchionni | Brigitta Marchionni | Brigitta Marchionni | Brigitta Marchionni |                        |                        |                        |                        | Giovanni Martino Hamerani (1646-1705) | Giovanni Martino Hamerani (1646-1705) | Giovanni Martino Hamerani (1646-1705) | Giovanni Martino Hamerani (1646-1705) | Giovanni Martino Hamerani (1646-1705) | Giovanni Martino Hamerani (1646-1705) |                             |                             | Anna Hamerani (1642-1679)   | Anna Hamerani (1642-1679)   | Anna Hamerani (1642-1679)   | Anna Hamerani (1642-1679)   | Anna Hamerani (1642-1679) | Anna Hamerani (1642-1679) |                     |                     |                     |                     |                     |                     |              |              |              |              |
|                     |                     |                     |                     |                     |                     |                        |                        |                        |                        |                                       |                                       |                                       |                                       |                                       |                                       |                             |                             |                             |                             |                             |                             |                           |                           |                     |                     |                     |                     |                     |                     |              |              |              |              |
|                     |                     |                     |                     |                     |                     |                        |                        |                        |                        |                                       |                                       |                                       |                                       |                                       |                                       |                             |                             |                             |                             |                             |                             |                           |                           |                     |                     |                     |                     |                     |                     |              |              |              |              |
| Beatrice Hamerani   | Beatrice Hamerani   | Beatrice Hamerani   | Beatrice Hamerani   | Beatrice Hamerani   | Beatrice Hamerani   |                        |                        | Ermenegildo Hamerani   | Ermenegildo Hamerani   | Ermenegildo Hamerani                  | Ermenegildo Hamerani                  | Ermenegildo Hamerani                  | Ermenegildo Hamerani                  |                                       |                                       | Ottone Hamerani (1694-1761) | Ottone Hamerani (1694-1761) | Ottone Hamerani (1694-1761) | Ottone Hamerani (1694-1761) | Ottone Hamerani (1694-1761) | Ottone Hamerani (1694-1761) |                           |                           |                     |                     |                     |                     | Teresa Velli        | Teresa Velli        | Teresa Velli | Teresa Velli | Teresa Velli | Teresa Velli |
| Beatrice Hamerani   | Beatrice Hamerani   | Beatrice Hamerani   | Beatrice Hamerani   | Beatrice Hamerani   | Beatrice Hamerani   |                        |                        | Ermenegildo Hamerani   | Ermenegildo Hamerani   | Ermenegildo Hamerani                  | Ermenegildo Hamerani                  | Ermenegildo Hamerani                  | Ermenegildo Hamerani                  |                                       |                                       | Ottone Hamerani (1694-1761) | Ottone Hamerani (1694-1761) | Ottone Hamerani (1694-1761) | Ottone Hamerani (1694-1761) | Ottone Hamerani (1694-1761) | Ottone Hamerani (1694-1761) |                           |                           |                     |                     |                     |                     | Teresa Velli        | Teresa Velli        | Teresa Velli | Teresa Velli | Teresa Velli | Teresa Velli |
|                     |                     |                     |                     |                     |                     |                        |                        |                        |                        |                                       |                                       |                                       |                                       |                                       |                                       |                             |                             |                             |                             |                             |                             |                           |                           |                     |                     |                     |                     |                     |                     |              |              |              |              |
|                     |                     |                     |                     |                     |                     |                        |                        |                        |                        |                                       |                                       | Maria Antonia Fuga                    | Maria Antonia Fuga                    | Maria Antonia Fuga                    | Maria Antonia Fuga                    | Maria Antonia Fuga          | Maria Antonia Fuga          |                             |                             |                             |                             |                           |                           | Ferdinando Hamerani | Ferdinando Hamerani | Ferdinando Hamerani | Ferdinando Hamerani | Ferdinando Hamerani | Ferdinando Hamerani |              |              |              |              |
|                     |                     |                     |                     |                     |                     |                        |                        |                        |                        |                                       |                                       | Maria Antonia Fuga                    | Maria Antonia Fuga                    | Maria Antonia Fuga                    | Maria Antonia Fuga                    | Maria Antonia Fuga          | Maria Antonia Fuga          |                             |                             |                             |                             |                           |                           | Ferdinando Hamerani | Ferdinando Hamerani | Ferdinando Hamerani | Ferdinando Hamerani | Ferdinando Hamerani | Ferdinando Hamerani |              |              |              |              |
|                     |                     |                     |                     |                     |                     |                        |                        |                        |                        |                                       |                                       |                                       |                                       |                                       |                                       |                             |                             |                             |                             |                             |                             |                           |                           |                     |                     |                     |                     |                     |                     |              |              |              |              |
|                     |                     |                     |                     |                     |                     |                        |                        |                        |                        |                                       |                                       |                                       |                                       |                                       |                                       |                             |                             |                             |                             |                             |                             |                           |                           |                     |                     |                     |                     |                     |                     |              |              |              |              |
|                     |                     |                     |                     |                     |                     |                        |                        |                        |                        |                                       |                                       |                                       |                                       | Giovanni Hamerani                     | Giovanni Hamerani                     | Giovanni Hamerani           | Giovanni Hamerani           | Giovanni Hamerani           | Giovanni Hamerani           |                             |                             | Gioacchino Hamerani       | Gioacchino Hamerani       | Gioacchino Hamerani | Gioacchino Hamerani | Gioacchino Hamerani | Gioacchino Hamerani |                     |                     |              |              |              |              |